# Coupe d'Italie de football 2022-2023
Navigation
Coupe d'Italie 2021-2022 Coupe d'Italie 2023-2024
La Coupe d'Italie de football 2022-2023, en italien Coppa Italia 2022-2023 ou Coppa Italia Frecciarossa 2022-2023 pour des raisons de sponsoring, est la 76e édition de la Coupe d'Italie.
Le club vainqueur de la Coupe est qualifié pour la phase de groupe de la Ligue Europa 2023-2024.
L'Inter Milan s'impose en finale face à l'ACF Fiorentina et remporte ainsi sa 9e Coupe d'Italie.

## Déroulement de la compétition
Le système est le même que celui utilisé les années précédentes :
Première phase :
- Tour préliminaire: entrée en lice des équipes promues en Serie B et de quatre équipes de Serie C (y compris l'équipe gagnante de la Coupe d'Italie de Serie C)
- 1er tour : entrée en lice des équipes de Serie A et les équipes de Serie B qui n'ont pas participé au tour préliminaire
- 2e tour : se joue entre les équipes gagnantes du tour précédent

Deuxième phase :
- Huitièmes de finale : les 8 clubs restants sont rejoints par les 8 meilleurs clubs de Serie A 2021-2022. Les matchs se jouent sur une seule rencontre
- Quarts de finale : se jouent en une seule rencontre.
- Demi-finales : se jouent en deux rencontres (aller et retour).
- Finale : se joue en une seule rencontre.

## Résultats

### Huitièmes de finale
Les matchs se jouent entre le 10 et 19 janvier 2023.
| Club             | Score           | Club          |
| ---------------- | --------------- | ------------- |
| AC Milan         | 0 - 1           | Torino FC     |
| ACF Fiorentina   | 1 - 0           | UC Sampdoria  |
| SSC Naples       | 2 - 2 (tab 4-5) | US Cremonese  |
| Juventus FC      | 2 - 1           | AC Monza      |
| Inter Milan      | 2 - 1           | Parme Calcio  |
| Atalanta Bergame | 5 - 2           | Spezia Calcio |
| AS Rome          | 1 - 0           | Genoa CFC     |
| SS Lazio         | 1 - 0           | Bologne FC    |

- La surprise vient de l'US Cremonese qui élimine le SSC Naples à domicile, l'US Cremonese est à ce moment la lanterne rouge de la Serie A avec zéro victoires en 18 matchs et Naples le premier avec 9 points d'avance[4].

### Quarts de finale
Les matchs se jouent entre le 31 janvier et le 2 février 2023.
| Club           | Score | Club             |
| -------------- | ----- | ---------------- |
| Inter Milan    | 1 - 0 | Atalanta Bergame |
| Juventus FC    | 1 - 0 | SS Lazio         |
| AS Rome        | 1 - 2 | US Cremonese     |
| ACF Fiorentina | 2 - 1 | Torino FC        |

### Demi-finales
Les matchs aller se jouent le 5 avril et les matchs retour le 26 avril 2023.
| Club         | aller | Score | retour | Club           |
| ------------ | ----- | ----- | ------ | -------------- |
| Juventus FC  | 1 - 1 | 1 - 2 | 0 - 1  | Inter Milan    |
| US Cremonese | 0 - 2 | 0 - 2 | 0 - 0  | ACF Fiorentina |

### Finale
| 24 mai 2023 | ACF Fiorentina | 1 - 2   | Inter Milan      | Stade olympique de Rome         |                                 |
| 21h00 UTC+2 | González 3e    | (1 - 2) | 29e 37e Martínez | Arbitrage : Massimiliano Irrati | Arbitrage : Massimiliano Irrati |